# Фомино-Свечниково
Фомино-Свечниково — село в Кашарском районе Ростовской области.
Входит в состав Фомино-Свечниковского сельского поселения.

## География
В селе имеется одна улица: Большая.

## История
Село Фомино-Свечниково было образовано в 1912 году. Его основателем был помещик Свечников, в честь него оно и получило своё название. До октября 1917 года село входило в состав Усть-Мечетинской волости.
Во время Гражданской войны село стало местом воорудённых столкновений между отрядами красных и белых и переходило из рук в руки по нескольку раз. Окончательно советская власть здесь была установлена в декабре 1919 года.
В 1927 году в селе было образовано товарищество по совместной обработке земли (сокращённо — ТОЗ). В 1928 году, в рамках программы модернизации аграрного производства в стране, в селе появились тракторы. В 1929 году в селе был организован первый в районе колхоз им. И. В. Сталина, который через четыре года был разукрупнён. Позднее, в 1957 году, колхоз вошёл в состав совхоза «Профинтерн». В 1939 году в селе начала работать первая общеобразовательная школа.
В 1942 году, во время Второй мировой войны, территория села была оккупирована немецкими войсками и освобождена частями Красной армии в январе 1943 года.
По данным на 1 января 1963 года в селе проживало 488 человек.
В 1959 году в Фоминово-Свечниково был открыт памятник советским танкистам, погибшим при освобождении села.

## Население
| 2010 |
| ---- |
| 33   |